# Vickers Medium Mark II
Tank, Medium, Mk II – brytyjski czołg średni z okresu międzywojennego.

## Historia
Czołg Tank, Medium, Mk II został skonstruowany w zakładach Vickers Armstrong Ltd i był udoskonalona wersją starszego Tank, Medium, Mk I. W latach 1923–1938 był podstawowym czołgiem średnim Royal Armoured Corps.
Tank, Medium, Mk II był używany przez siły zbrojne Wielkiej Brytanii i Australii. W momencie wybuchu II wojny światowej był już konstrukcją przestarzałą, używaną tylko do szkolenia. Kilka wozów wersji tropikalnej zostało w latach 1940-1942 użytych podczas walk o Tobruk i Marsa Matruh.

## Bibliografia

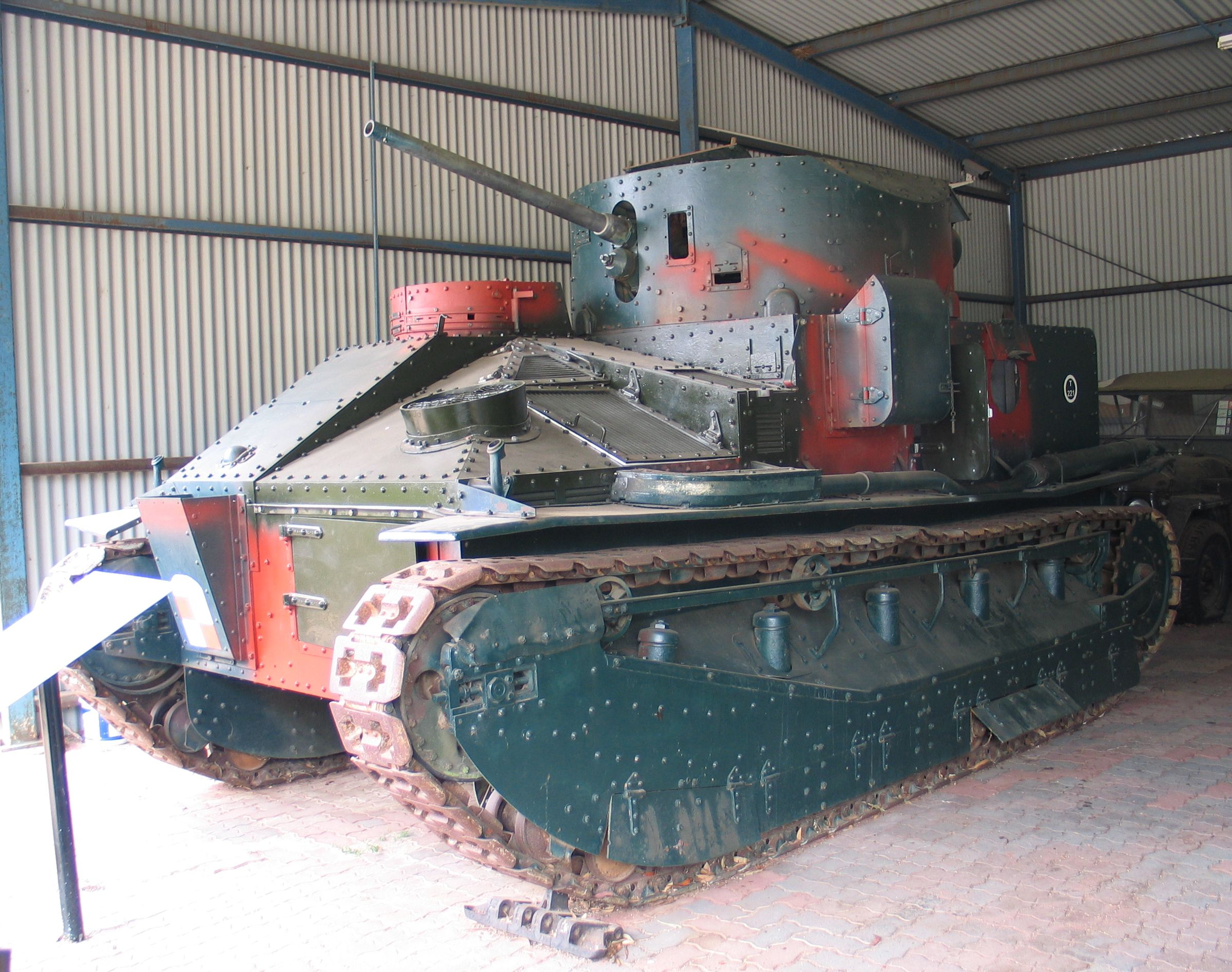
Mark II* Special